# Fredede bygninger i Greve Kommune
Denne liste over fredede bygninger i Greve Kommune viser alle fredede bygninger i Greve Kommune, bortset fra kirker. Listen bygger på data fra Kulturarvsstyrelsen.
| Sagsnavn                        | Komplekstype | Opførelsesår | Adresse                         | Koordinater                                   | Fredningsår (1. fredning) | ID (Link til Kulturarv.dk) | Billede     |
| ------------------------------- | ------------ | ------------ | ------------------------------- | --------------------------------------------- | ------------------------- | -------------------------- | ----------- |
| Den gamle skole og Degneboligen |              | 1842         | Degnestræde 3, 2670 Greve       | 55°35′44″N 12°14′57″Ø / 55.59566°N 12.24914°Ø |                           | 253-16663-1                | Upload foto |
| Den gamle skole og Degneboligen |              | 1834         | Degnestræde 7, 2670 Greve       | 55°35′45″N 12°14′56″Ø / 55.59583°N 12.24896°Ø |                           | 253-16663-2                | Upload foto |
| Greve Præstegård                |              | 1870         | Michael Gjøes Vej 1, 2670 Greve | 55°35′45″N 12°14′53″Ø / 55.59573°N 12.24796°Ø |                           | 253-69392-1                | Upload foto |
| Greve Præstegård                |              | 1870         | Michael Gjøes Vej 1, 2670 Greve | 55°35′45″N 12°14′53″Ø / 55.59573°N 12.24796°Ø |                           | 253-69392-2                | Upload foto |
| Greve Præstegård                |              | 1870         | Michael Gjøes Vej 1, 2670 Greve | 55°35′45″N 12°14′53″Ø / 55.59573°N 12.24796°Ø |                           | 253-69392-3                | Upload foto |
| Revsmosegård                    |              | 1777         | Mosede Bygade 51, 2670 Greve    | 55°34′41″N 12°16′05″Ø / 55.57816°N 12.26806°Ø |                           | 253-70668-1                | Upload foto |
| Revsmosegård                    |              | 1800         | Mosede Bygade 51, 2670 Greve    | 55°34′41″N 12°16′05″Ø / 55.57816°N 12.26806°Ø |                           | 253-70668-2                | Upload foto |
| Revsmosegård                    |              | 1860         | Mosede Bygade 51, 2670 Greve    | 55°34′41″N 12°16′05″Ø / 55.57816°N 12.26806°Ø |                           | 253-70668-3                | Upload foto |